# Corydalis ambigua
Corydalis ambigua és una espècie de planta tuberosa de floració primerenca. És una de les fonts de la droga tetrahidropalmatina.
A Espanya aquesta espècie és dins la llista de plantes de venda regulada.

## Química
Corydalis ambigua contés molts alcaloides incloent corinolina,  d-coridalina, dl-tetrahidropalmatina, protopina, tetrahidrocoptisina, dl-tetrahidrocoptisina, d-coribulbina i al·lo-critopina.
Els derivats químics de les tetrahidroprotoberberines presents a Corydalis ambigua s'han estudiat com una manera d'incrementra la tolerància al dolor i per tractar l'addicció a les drogues. A més poden representar una categoria d'estabilitzadors en trastorns psicòtics i neurològics.